# Епархия Пожеги
Епархия По́жеги (хорв. Požeška biskupija) — католическая епархия латинского обряда в Хорватии с центром в городе Пожега. Входит в состав архиепархии Джяково-Осиек. Латинское название — Dioecesis Posegana.

## История
Несмотря на то, что Пожега известна с XII века и с того же периода пользовалась городскими привилегиями, в этом городе вплоть до 1997 года никогда не находилась епископская кафедра. 5 июля 1997 года была создана Пожегская епархия, подчинённая архиепархии-митрополии Загреба. 18 июня 2008 года Пожегская епархия была переведена в состав митрополии Джяково-Осиек.

## Структура
Территория диоцеза охватывает собой западную Славонию, а также часть Подравины и Посавины. Регион сильно пострадал во время войны в Хорватии, в частности было разрушено большое количество католических храмов. Их восстановление продолжается до сих пор. Епархия разделена на 6 деканатов — Пожега, Нашице, Нова-Градишка, Нова-Капела, Пакрац и Вировитица.
По данным на 2013 год в епархии насчитывалось 254 937 католиков (89,1 % населения), 120 священников и 93 прихода. Кафедральным собором епархии является собор святой Терезы Авильской в Пожеге. C момента создания епархии в 1997 году по настоящее время епархию возглавляет епископ Антун Шкворчевич (хорв. Antun Škvorčević).